# Camponotus caryae
Camponotus caryae és una espècie de formiga originària de l'est dels Estats Units, l'est del Canadà, Mèxic (Nuevo León, Chihuahua) i possiblement algunes parts de l'oest dels Estats Units, Espanya, Itàlia i Bulgària.